# Mantispa fenestralis
Mantispa fenestralis is een insect uit de familie van de Mantispidae, die tot de orde netvleugeligen (Neuroptera) behoort. 
Mantispa fenestralis is voor het eerst wetenschappelijk beschreven door Navás in 1914.